# Svetlana Kharitonova
Svetlana Nikolaïevna Kharitonova (en russe : Светлана Николаевна Харитонова), née le 30 janvier 1932 à Moscou dans l'Union soviétique et morte le 8 janvier 2012 à Moscou (Russie), est une actrice russe.

## Filmographie
- 1957 : Quand passent les cigognes de Mikhaïl Kalatozov
- 1957 : Jeune Fille sans adresse de Eldar Riazanov
- 1960 : Attention, grand-mère ! de Nadejda Kocheverova
- 1961 : Istoria s pirojkami de Naoum Trakhtenberg
- 1961 : Mon ami Kolka de Alexandre Mitta
- 1962 : Un trajet à vide de Vladimir Vengerov
- 1966 : Une année aussi longue que la vie (Год как жизнь) de Grigori Rochal : Lenchen
- 1967 : Prestidigitateur de Piotr Todorovski
- 1975 : C'est impossible de Leonid Gaïdaï
- 1976 : Bim chien blanc à l'oreille noire de Stanislav Rostotski
- 1984 : L'Invitée du futur de Pavel Arsenov
- 1987 : Les Rendez-vous du minotaure de Eldor Ourazbaïev